# WMBC-TV
WMBC-TV é uma emissora de televisão estadunidense licenciada para Newton, Nova Jersey, porém sediada em West Caldwell, servindo o mercado de televisão da cidade de Nova York, no estado homônimo. Opera no canal 63 (18 UHF digital). Pertence a Mountain Broadcasting Corporation. Seus estúdios estão localizados na Clinton Road em West Caldwell, e seu transmissor principal está localizado no campus da Montclair State University. A emissora ainda mantém um transmissor secundário no topo do Empire State Building, em Midtown Manhattan.

## História
A Mountain Broadcasting foi fundada em 1985 por um grupo de coreanos americanos, liderado pelo Reverendo Sun Young Joo de Wayne, Nova Jersey. O grupo obteve a licença da FCC para operar no canal 63 UHF em 1987, e a emissora entrou no ar em 26 de abril de 1993, com um formato religioso cristão.
Em 1996, quando a WNYC-TV, de propriedade da cidade de Nova York (canal 31, agora WPXN-TV, emissora própria da Ion Television), deixou de exibir programação com conteúdo étnico em língua estrangeira após sua venda para empresas privadas, muitos desses programas passaram a ser exibidos pela WMBC-TV. Em 1997, a WMBC-TV passou a ter uma programação composta por uma mistura de programas religiosos e infomerciais durante o dia e programas étnicos à noite e aos sábados. A emissora também passou a exibir várias horas por semana de programas educativos para crianças e começou a produzir um telejornal local.
Em 11 de setembro de 2001, após os ataques contra o World Trade Center que tiraram várias emissoras de rádio e TV de Nova York do ar por conta da destruição de seus equipamentos posicionados no topo de uma das torres, a WNBC (canal 4, emissora própria da NBC), uma das afetadas, fez um acordo com a WMBC-TV para que a mesma retransmitisse sua programação enquanto não os equipamentos não fossem repostos.

## Sinal digital
| PSIP  | Canal digital | Resolução de vídeo | Programação                           |
| ----- | ------------- | ------------------ | ------------------------------------- |
| 63.1  | 18 UHF        | 720p               | Programação principal da WMBC-TV      |
| 63.2  | 18 UHF        | 480i               | Quest                                 |
| 63.3  | 18 UHF        | 480i               | SinoVision                            |
| 63.5  | 18 UHF        | 480i               | New Tang Dynasty Television           |
| 63.7  | 18 UHF        | 480i               | Aliento Vision                        |
| 63.8  | 18 UHF        | Áudio              | WDNJ 88.1 FM                          |
| 63.9  | 18 UHF        | Áudio              | Korean Christian Broadcasting Network |
| 63.11 | 18 UHF        | Áudio              | WWGB 1030 AM                          |
| 63.12 | 18 UHF        | Áudio              | WBTK 1380 AM                          |

A emissora começou a operar em sinal digital em julho de 2006, e no mesmo ano, ativou seu subcanal digital 63.2, transmitindo a programação da rede coreana CBS. Os canais 63.3 e 63.4 foram ativados em 2008 e 2011, respectivamente.

### Transição para o sinal digital
Com base no decreto federal de transição das emissoras de TV estadunidenses do sinal analógico para o digital, a WMBC-TV cessou suas transmissões no sinal analógico pelo canal 63 UHF, em 17 de fevereiro de 2009.

## Programas
Além de exibir uma programação independente composta por programas sindicados e desenhos animados, a WMBC-TV produz e exibe os seguintes programas locais:
- Hometown: Revista eletrônica, com Burt Sempier;
- Mountain Views: Religioso, com Rich Martibez;
- WMBC News: Telejornal, com Burt Sempier;

Outros programas locais compuseram a grade da emissora, e foram descontinuados:
- 63 Hometown
- 63 News
- Gospel Hour
- Leon Charney Report
- Local Korean News
- Studio 63